# Pink Friday
Pink Friday (в переводе с англ. — «Розовая пятница») — дебютный студийный альбом тринидадской рэп-исполнительницы Ники Минаж. Он был выпущен 22 ноября 2010 года на лейблах Young Money, Cash Money и Universal Motown. После подписания контракта с Young Money Entertainment в 2009, Минаж начала работать над дебютным альбомом, и работы продолжилась в 2010 году. Минаж работала с множеством продюсеров, которые помогли создать хип-хоп- и поп-альбом с элементами R&B. В альбоме присутствуют коллаборации с Эминемом, Рианной, Дрейком, will.i.am, Канье Уэстом и Наташей Бедингфилд.
Из альбома было выпущено восемь синглов, включая международный хит «Super Bass», а также вошедшие в топ-40 Billboard Hot 100 синглы «Your Love», «Check It Out», «Right Thru Me», «Moment 4 Life» и «Fly». В поддержку альбома было организовано короткое турне из пяти дат в октябре 2010 года. В дебютную неделю было продано 375,000 копий альбома, что является вторым лучшим результатом для дебютного альбома рэп-исполнительницы, со времён Лорин Хилл, и позволило Pink Friday дебютировать на второй строчке американского чарта Billboard 200. Спустя несколько недель после релиза, альбом достиг вершины данного чарта.
Альбом был положительно воспринят критиками, хотя некоторые неоднозначно отнеслись к элементам поп-музыки на пластинке. Альбом вошёл в топ-20 чартов Австралии, Канада и Великобритании. На февраль 2018 года альбом разошёлся тиражом в два миллиона «чистых» копий на территории США. Альбом является трижды платиновым на территории страны, благодаря комбинированным продажам альбома, продаж треков и стриминг песен, эквивалентных трем миллионам единиц продаж альбома. Pink Friday был представлен в номинации «Лучший Рэп-альбом» на 54-й премии «Грэмми» в 2012 году, в то время как Минаж была номинирована в номинации «Лучший Новый Артист» и «Лучшее Рэп-исполнение» за песню «Moment 4 Life».

## Предпосылки
После торговой войны с крупным лейблом, Young Money Entertainment 31 августа 2009 года анонсировали, что Минаж была освобождена от «сделки 360» с лейблом, по которой она сохраняет и владеет всеми своими 360 правами, включая мерчандайзинг, спонсорство, поддержку, гастроли и публикации. Сессии для альбома начались в 2009 году, а предварительный релиз был запланирован на второй квартал 2010 года. Минаж заявила в интервью MTV, что песня «Married in the Club» должна была стать ведущим синглом альбома и должна была выйти в ноябре 2009 года. Планы на сингл были отменены, и Минаж объяснила в интервью в феврале 2010 года, что она отказалась от записанного за это время материала и начала запись с нуля.

## Запись
Сессии записи альбома проходили в нескольких студиях, включая 25 звукозаписывающих студий в Детройте, студии звукозаписи Chalice в Лос-Анджелесе и студии Glenwood Place в Бербанке, Калифорния. Хип-хоп продюсер Swizz Beatz подтвердил свое сотрудничество с Минаж для альбома, когда Ники обсуждала песню «Catch Me», которую она описала как «капризную» и «мягко-футуристическую», которая позже стала бонус-треком в альбоме. Ники также подтвердила журналу Entertainment Weekly, что участник группы The Black Eyed Peas и музыкальный продюсер will.i.am принимал участие в записи альбома. Хип-хоп исполнитель и продюсер Канье Уэст также был утвержден как участник записи альбома. Продюсер Bangladesh также внес свой вклад в альбом. В 2011 году, трек под названием «We Miss You», записанный для альбома, просочился в Интернет. Минаж ответила, сказав, что песня «была отправлена Мэрайе Кэри и Кейше Коул более года назад», но «не попала на Pink Friday из-за проблем с клирингом».

## Музыка и лирика
«Your Love» — песня в стиле хип-хоп, поп и R&B, в среднем темпе с автотюном в припеве. В ней используются семплы аранжировки и бэк-вокала из кавера Энни Леннокс на песню «No More I Love You» группы The Lover Speaks, с добавлением дополнительных басов, барабанных лупов и хип-хоп-ритмов. В «Roman's Revenge» принял участие американский рэпер Эминем; в песне оба рэпера обмениваются строчками под «судорожный ритм», спродюсированный Swizz Beatz. Лирически «Roman’s Revenge» была описана как «безжалостная», «сумасшедшая», «сердитая» и «возмутительная». «Did It On’em» — это хардкорная хип-хоп и пост-дабстеп песня, которая имеет массивный, «неуклюжий» ритм. В тексе говорится о том, что Минаж победила своих конкурентов, сказав, что она «насрала на них» и «помочилась на них».
«Right Thru Me» стилизована под поп-рэп и имеет электронный ритм, в то же время имея влияние R&B. Лирически песня описывает девушку, которая вслух задаётся вопросом о том, как её любимому удаётся видеть её настоящую. Лирически, «Moment 4 Life» — это желание сохранить чувство выполненного долга; Дрейк подхватывает Минаж и читает ту же тему наслаждения моментом. Отклоняясь от стандартной конструкции рэп-песни из трех куплетов и бриджа, Ники исполняет своего рода исповедь, она как будто читает как для фанатов, так и для хейтеров. В «Check It Out» почти постоянно повторяется фортепианный и вокальный хук из классической песни The Buggles 1979 года «Video Killed the Radio Star», которая известна тем, что имеет первый видеоклип, когда-либо показанный на телеканале MTV. «Super Bass» сочетает электронную музыку и бабблгам-поп в своей композиции, поверх который Минаж читает рэп. Минаж объяснила концепцию песни, сказав, что: «Super Bass — это песня о парне, в которого ты влюбилась, […] и ты, вроде, хочешь нанести свой макияж, но всё же решаешь играться с ним».

## Синглы
«Your Love» был выпущен как первый официальный сингл в США 1 июня 2010 года и как первый сингл в Великобритании 2 июля 2010 года. Изначально песня не планировалась к выпуску, но из-за большой популярности на радио она была выпущена после «Massive Attack». Песня достигла 14-го места в чарте Billboard Hot 100, четвёртого места в чарте Hot R&B/Hip-Hop Songs и восемь недель подряд возглавляла чарт Hot Rap Songs. Минаж стала первой женщиной, возглавившей чарт Hot Rap Songs с сольным синглом с 2002 года. Сингл также вошёл в чарты США и Канады.
«Check It Out» был выпущен 3 сентября 2010 года. Это совместный сингл will.i.am и Минаж. Видеоклип на песню был снят режиссёром Ричем Ли и выпущен 25 октября 2010 года. Песня достигла 24-го места в чарте Billboard Hot 100. «Right Thru Me» был выпущен 24 сентября 2010 года . 27 октября 2010 года для сингла был выпущен видеоклип режиссёра Дианы Мартел. Песня достигла 26-го места в чарте Billboard Hot 100. «Moment 4 Life», при участии Дрейка, официально был выпущен 7 декабря 2010 года в качестве четвёртого сингла альбома. Клип на песню был выпущен 27 января 2011 года. Песня достигла 13-го места в чарте Billboard Hot 100 и возглавила чарты Hot R&B/Hip-Hop Songs и Rap Songs.
«Super Bass» был выпущен в качестве пятого сингла альбома и официально отправлен на радио 5 апреля 2011 года. Он был выпущен на iTunes и на некоторых рынках 13 мая 2011 года. Песня стала международным хитом. На седьмой неделе в Billboard Hot 100 песня достигла пика на 10-м месте, что сделало её первой сольной песней Минаж, достигшей лучшей десятки чарта. Затем песня поднялась и достигла 3 места в чарте. Название песни было использовано для специального переиздания альбома в Великобритании, которое получило название Super Bass Edition.
«Did It On'em» был отправлен на радио 7 апреля 2011 года в качестве шестого сингла альбома. Песня достигла пика под номером 49 в чарте Billboard Hot 100 и под номерами 3 и 4 в чартах Hot R&B/Hip-Hop Songs и Rap Songs соответственно. Видеоклип для сингла был выпущен 27 мая 2011 года на веб сайте Ники. Режиссёром клипа стал DJ Scoob Doo. Видео состоит из нарезок тура рэпера Лила Уэйна I Am Music II Tour, с участием Минаж. «Girls Fall Like Dominoes» был выпущен в Австралии 11 апреля 2011 года, а в Великобритании — 15 апреля 2011 года. Это единственный сингл альбома, который не получил видеоклипа. «Fly», при участии Рианны, был официально выпущен в качестве восьмого и последнего сингла альбома. 30 августа 2011 года он был отправлен на американское радио. Песня достигла пика на 19 месте в чарте Billboard Hot 100, а также в топ-20 в Австралии и Великобритании.

### Промосинглы и другие песни
«Massive Attack» был выпущен 13 апреля 2010 года в формате цифровой дистрибуции. Песня сильно отличалась от материала Ники, представленного на её микстейпах. Трек получил смешанные отзывы от критиков, которые высоко оценили лирическое содержание и самобытность, но критиковали, что он не подходит её имиджу Барби. Песня дебютировала в американском чарте US Bubbling Under Hot 100 (Billboard) под номером 22 и достигла пика под номером 65 в чарте Hot R&B/Hip-Hop Songs. «Massive Attack» был первоначально объявлен в качестве ведущего сингла альбома, однако, после плохого появления сингла в чартах, Минаж объявила, что его не будет в альбоме.
«Roman's Revenge» при участии Эминема был выпущен в качестве промосингла для iTunes 30 октября 2010 года. 19 января 2011 года в iTunes Store была выпущена новая версия «Roman’s Revenge» с участием Лил Уэйна.
«BedRock» выпущен в 2009 году в качестве сингла альбома лейбла Young Money We Are Young Money. Сингл стал успешным и достиг второго места в чарте Billboard Hot 100. В записи трека приняли участие такие реперы как Лил Уэйн, Гудда Гудда, Ники Минаж, Дрейк, Тайга, Джей Милз и Ллойд. После релиза альбома Pink Friday, Ники Минаж включила трек в качестве бонус-трека Японского и Ново-Зеландского издания альбома.

## Выпуск и продвижение
8 июля 2010 года Минаж объявила через Twitter, что альбом будет выпущен 23 ноября 2010 года. Позже было объявлено, что альбом был перенесён на день раньше, на 22 ноября. Официальный сайт Минаж и связанные с ним социальные сети объявили, что цифровая версия альбома будет доступна для предварительного заказа через iTunes 30 октября, меньше чем за месяц до выпуска физического издания.
В своём Твиттере Минаж заявила, что если её аккаунт достигнет миллиона подписчиков, она посвятит Ustream своим поклонникам. 3 августа 2010 года, Минаж на Ustream перечислила имена фанатов, которые написали ей свои номера телефонов. Позже в тот же день Минаж сообщила в том же Ustream, название альбома — Pink Friday. «Чтобы продолжить великую традицию Чёрной пятницы, мы собираемся изменить её в этом году, в честь альбома Ники Минаж, и назвать этот день Розовой пятницей, а мой альбом — Pink Friday!» — заявила Ники. Также был подтверждён релиз подарочного издания альбома. Минаж выпустила официальную обложку для своего альбома в пятницу, 15 октября 2010 года.
Перед выпуском Pink Friday компания MAC Cosmetics анонсировала и выпустила губную помаду под названием «Pink 4 Friday», которая продавалась четыре пятницы подряд, начиная с 26 ноября 2010 года, в рамках продвижения альбома. В 2011 году компания OPI Products создала коллекцию лаков для ногтей из шести частей с Минаж, в которой цвета коллекции были названы в честь избранных песен из альбома. В декабре 2011 года компания Mattel выставила на аукцион изготовленную на заказ куклу Барби в стиле Минаж стоимостью около 15 000 долларов. Дизайн куклы был смоделирован по образцу Минаж, как она выглядит на обложке альбома Pink Friday, с розовым париком и похожим нарядом.
20 ноября 2020 года было выпущено переиздание альбома, с подзаголовком «Полное издание», приуроченное к 10-летию выхода альбома. Оно содержит все бонус-треки, выпущенные в каких-либо версиях альбома, включая «BedRock» и ремикс Лила Уэйна на «Roman’s Revenge».

## Критика
| Совокупная оценка          | Совокупная оценка |
| Источник                   | Оценка            |
| -------------------------- | ----------------- |
| AnyDecentMusic?            | 6.4/10            |
| Metacritic                 | 68/100            |
| Оценки критиков            |                   |
| Источник                   | Оценка            |
| AllMusic                   | [ 42 ]            |
| Entertainment Weekly       | B+                |
| The Guardian               | [ 44 ]            |
| The Independent            | [ 45 ]            |
| MSN Music (Expert Witness) | A                 |
| NME                        | [ 47 ]            |
| Pitchfork                  | 6.5/10            |
| Rolling Stone              | [ 49 ]            |
| Spin                       | 7/10              |
| USA Today                  | [ 51 ]            |

Альбом получил в целом положительные отзывы от критиков. На Metacritic, который присваивает нормализованный рейтинг из 100 обзоров от основных изданий, альбом получил средний балл 68, основанный на 26 обзорах. Джеймс Рид из The Boston Globe назвал его «дерзким поп-альбомом, наполненным различными персонажами Минаж и рифмами в стиле Technicolor». Сэм Вольфсон из NME похвалил «поп-чувствительность» Минаж и оценил её «неустойчивость и причуды […] напоминающие расцвет Лила Уэйна». Энн Пауэрс отметила попытку Минаж продемонстрировать свой многогранный диапазон и похвалила её женскую перспективу. Дэвид Джеффрис из AllMusic написал, что альбом «и ослепляет, и разочаровывает», заявив, что «подпитывает продакшн, великие музыкальные идеи и острое чувство Минаж и её окружения, а Pink Friday — выдающийся успех». Эллисон Стюарт из Washington Post написала, что альбом «расширяет края того, что разрешено женщинам-рэперам, даже если они обеспечивают постоянную помощь поп-хитам». Роберт Кристгау из MSN Music назвал Минаж «красноречивейшею рэпершей года», которая «гордится быть бесстыдной, с припевами для поддержки», и позже назвал Pink Friday 12-м лучшим альбомом 2010 года.

### Награды
| Журнал       | Список                       | Место | Ист.   |
| ------------ | ---------------------------- | ----- | ------ |
| The Guardian | 40 лучших альбомов 2010 года | 38    | [ 57 ] |
| Complex      | 25 лучших альбомов 2010 года | 25    | [ 58 ] |

| Год  | Премия                    | Номинация                  | Результат | Ист.   |
| ---- | ------------------------- | -------------------------- | --------- | ------ |
| 2011 | American Music Awards     | Favorite Rap/Hip-Hop Album | Победа    | [ 59 ] |
| 2011 | BET Hip Hop Awards        | CD of theYear              | Номинация | [ 60 ] |
| 2011 | Billboard Music Awards    | Top Rap Album              | Номинация | [ 61 ] |
| 2012 | 54th Annual Grammy Awards | Best Rap Album             | Номинация | [ 62 ] |

## Коммерческий приём
Pink Friday дебютировал на втором месте в чарте Billboard 200, с продажами 375 000 копий в первую неделю. Он стал вторым по величине продаж альбомом для женщины рэперши, после Лорин Хилл в 1998 году. 17 декабря 2010 года альбом был сертифицирован платиновым Ассоциацией звукозаписывающей индустрии Америки (RIAA). На одиннадцатой неделе в чарте альбом разошёлся тиражом 45 000 копий и возглавил Billboard 200. Альбом также удерживал рекорд по количеству недель в первой десятке чарта Billboard 200 среди женских рэп-альбомов. Он провёл четырнадцать недель подряд в первой десятке с момента его выпуска, пока рекорд не был побит альбомом Карди Би Invasion Of Privacy в 2018 году, который провёл двадцать одну неделю в первой десятке. 22 марта 2016 года альбом был сертифицирован RIAA как 3-х платиновый. По состоянию на февраль 2018 года в Соединённых Штатах было продано два миллиона копий альбома.
Альбом достиг восьмого места в Канаде, и вошёл в двадцатку лучших в Австралии, Ирландии и Великобритании. В Соединённом Королевстве, по состоянию на апрель 2012 года было продано 282 000 копии альбома.

## Концертный тур
Минаж объявила через Twitter, что начнёт пятидневный рекламный тур за месяц до того, как выйдет альбом. Цитата: «ОК, Барбз [фанаты], вот первые 5 дат моего тура Pink Friday». Тур начался в Филадельфии 22 октября и продолжался до 30 октября в Тринидаде и Тобаго.
| Дата            | Город         | Страна            | Место проведения        |
| --------------- | ------------- | ----------------- | ----------------------- |
| 22 октября 2010 | Филадельфия   | США               | Wells Fargo Center      |
| 23 октября 2010 | Вашингтон     | США               | Star Night Club         |
| 24 октября 2010 | Уотербери     | США               | Sin City                |
| 25 октября 2010 | Бостон        | США               | TD Garden               |
| 30 октября 2010 | Порт-оф-Спейн | Тринидад и Тобаго | Hasely Crawford Stadium |

## Наследие
По словам Демисии Инман из Nylon, успех Pink Friday «привел [Минаж] к всемирной славе, которая имеет больший вес и ответственность, чем раздача микстейпов и уличных DVD-дисков на клубных парковках», а также «уничтожил ограничения, которые ранее сдерживали женщин, чтобы бороться за метафорический трон».
Дэйна Хаффенден из Complex написала, что «на протяжении всего списка из 13 песен она доказала, что её игра с пером не подлежит сомнению, демонстрируя при этом свою уязвимость и хамелеонские способности». Ник Соулсби из PopMatters написал, что «мы являемся свидетелями лавины женщин-рэперов, поднимающихся на вершину» и что "«мы живем в доме, который построила Минаж, и признание того, что она лучший рэпер последнего десятилетия […] назрело». Billboard приписал Pink Friday помощь Минаж в возвращении женского рэпа в мейнстрим в Соединённых Штатах.
Эллиш Гиллиган из Junkee написал, что «влияние Pink Friday в поп-музыке, рэпе и даже гиперпопе неоспоримо», и добавил, что этот альбом до сих пор вдохновляет такие альбомы, как Planet Her Дожи Кэт.
Близость Минаж к сексуальной лирике и непристойным темам в её музыке была спорной темой на протяжении всей её карьеры.

## Список композиций
| №                   | Название                                      | Автор(ы)                                                               | Продюсер(ы)              | Длительность |
| ------------------- | --------------------------------------------- | ---------------------------------------------------------------------- | ------------------------ | ------------ |
| 1.                  | «I'm the Best»                                | Onika Maraj Daniel Johnson                                             | Kane Beatz               | 3:37         |
| 2.                  | «Roman's Revenge» (при участии Эминема)       | Maraj Marshall Mathers Kasseem Dean                                    | Swizz Beatz              | 4:38         |
| 3.                  | «Did It On'em»                                | Maraj Shondrae Crawford J. Ellington S. Samuels                        | Bangladesh               | 3:32         |
| 4.                  | «Right Thru Me»                               | Maraj Andrew Thielk Stephen Hacker J. Satriani                         | Drew Money               | 3:56         |
| 5.                  | «Fly» (при участии Рианны)                    | Maraj Jonathan Rotem Kevin Hissink William Jordan C. Rishad            | J.R. Rotem Kevin Hissink | 3:32         |
| 6.                  | «Save Me»                                     | Maraj Andrew Wansel Warren Felder                                      | Pop Wansel Oak Felder    | 3:05         |
| 7.                  | «Moment 4 Life» (при участии Дрейка)          | Maraj Aubrey Graham Tyler Williams Nikhil Seetharam                    | T-Minus                  | 4:39         |
| 8.                  | «Check It Out» (совместно с will.i.am)        | Maraj William Adams Geoffrey Downes Trevor Horn Bruce Woolley J. Brown | will.i.am                | 4:11         |
| 9.                  | «Blazin'» (при участии Канье Уэста)           | Maraj Kanye West Brown Thielk Keith Forsey S. Schiff                   | Drew Money               | 5:02         |
| 10.                 | «Here I Am»                                   | Maraj Dean J. Williams Robbie Bronnimann                               | Swizz Beatz John B       | 2:55         |
| 11.                 | «Dear Old Nicki»                              | Maraj Johnson                                                          | Kane Beatz               | 3:53         |
| 12.                 | «Your Love»                                   | Maraj Wansel David Freeman Joseph Hughes Felder                        | Pop Wansel Oak Felder    | 4:05         |
| 13.                 | «Last Chance» (при участии Наташи Бедингфилд) | Maraj Natasha Bedingfield Thielk                                       | Drew Money               | 3:51         |
| Общая длительность: | Общая длительность:                           | Общая длительность:                                                    | Общая длительность:      | 50:46        |

| №   | Название                   | Автор(ы)                  | Продюсер(ы) | Длительность |
| --- | -------------------------- | ------------------------- | ----------- | ------------ |
| 14. | «Girls Fall Like Dominoes» | Maraj Rotem Cordell Furze | J.R. Rotem  | 3:44         |
| 15. | «Super Bass»               | Maraj Johnson Dean        | Kane Beatz  | 3:20         |

| №   | Название       | Автор(ы)                                                        | Продюсер(ы) | Длительность |
| --- | -------------- | --------------------------------------------------------------- | ----------- | ------------ |
| 14. | «Super Bass»   | Maraj Johnson Ester Dean                                        | Kane Beatz  | 3:20         |
| 15. | «Blow Ya Mind» | Maraj Samuels Winston Thomas Danny Schofield Larry Nacht [ 82 ] |             |              |

| №                   | Название                                   | Автор(ы)                                                                                  | Продюсер(ы)         | Длительность |
| ------------------- | ------------------------------------------ | ----------------------------------------------------------------------------------------- | ------------------- | ------------ |
| 17.                 | «Girls Fall Like Dominoes»                 | Maraj Rotem Robbie Furze Millo Cordell Cleveland Browne Greville Gordon Wylcliffe Johnson | J.R. Rotem          | 3:44         |
| 18.                 | «Roman's Revenge» (при участии Лила Уэйна) | Maraj Carter, Jr. Dean Smith                                                              | Swizz Beatz         | 3:50         |
| Общая длительность: | Общая длительность:                        | Общая длительность:                                                                       | Общая длительность: | 69:00        |

| №   | Название       | Автор(ы)   | Продюсер(ы) | Длительность |
| --- | -------------- | ---------- | ----------- | ------------ |
| 17. | «Wave Ya Hand» | Maraj Dean | Swizz Beatz | 3:00         |
| 18. | «Catch Me»     | Maraj Dean | Swizz Beatz | 3:56         |

| №   | Название                                               | Автор(ы) | Продюсер(ы) | Длительность |
| --- | ------------------------------------------------------ | --- | ----------- | ------------ |
| 19. | «Girls Fall Like Dominoes»                             | Maraj Rotem Cordell Furze                                                                                       | J.R. Rotem  | 3:44         |
| 20. | «BedRock» (В исполнении Young Money при участии Lloyd) | Dwayne Carter, Jr. Carl "Gudda Gudda" Lilly Graham Maraj Michael Stevenson Jarvis Mills Lucas Bogg Sean Garrett | Kane Beatz  | 4:48         |

| №                   | Название                                   | Автор(ы)                     | Продюсер(ы)         | Длительность |
| ------------------- | ------------------------------------------ | ---------------------------- | ------------------- | ------------ |
| 21.                 | «Roman's Revenge» (при участии Лила Уэйна) | Maraj Carter, Jr. Dean Smith | Swizz Beatz         | 3:50         |
| Общая длительность: | Общая длительность:                        | Общая длительность:          | Общая длительность: | 81:00        |

Информация о семплах
- «Check It Out» содержит семпл из «Video Killed the Radio Star» исполненной The Buggles, а также элементы и семпл из «Think (About It)» написанной Джеймсом Брауном и исполненной Лин Коллинз.
- «Blazin» содержит семпл из «Don't You (Forget About Me)», написанной Китом Форси и Стивом Шиффом и исполненной Simple Minds.
- «Here I Am» содержит семпл из «Red Sky» в исполнении John B и Shaz Sparks.
- «Your Love» содержит семпл из «No More I Love You’s» Энни Ленокс.
- «Girls Fall Like Dominoes» содержит семпл из «Dominos» написанной и исполненной The Big Pink, а также интерпретацию «Trailar Load a Girls» написанной Кливлендом Брауном, Гревилом Гордоном и Вайклеф Жаном.

## Чарты и сертификации
| Чарт (2010–2012)                       | Высшая позиция |
| -------------------------------------- | -------------- |
| Австралия (ARIA)                       | 19             |
| Бельгия/Фландрия (Ultratop)            | 81             |
| Бельгия/Валлония (Ultratop)            | 100            |
| Канада (Canadian Albums Chart)         | 8              |
| Франция (SNEP)                         | 116            |
| Ирландия (IRMA)                        | 17             |
| Новая Зеландия (RMNZ)                  | 15             |
| Шотландия (Scottish Albums Chart)      | 22             |
| Испания (PROMUSICAE)                   | 94             |
| Великобритания (UK Albums Chart)       | 16             |
| Великобритания (UK R&B Albums Chart)   | 4              |
| США (Billboard 200)                    | 1              |
| США (Billboard Top R&B/Hip-Hop Albums) | 1              |
| США (Billboard Top Rap Albums)         | 1              |

| Чарт (2011)                            | Позиция |
| -------------------------------------- | ------- |
| Австралия (ARIA)                       | 82      |
| Канада (Billboard)                     | 28      |
| Великобритания (UK Albums)             | 61      |
| США (Billboard 200)                    | 7       |
| США (Billboard Top R&B/Hip-Hop Albums) | 2       |
| Чарт (2012)                            | Позиция |
| Великобритания (UK Albums)             | 94      |
| США (Billboard 200)                    | 152     |
| США (Billboard Top R&B/Hip-Hop Albums) | 32      |

| Чарт (2010–2019)    | Позиция |
| ------------------- | ------- |
| США (Billboard 200) | 86      |

### Сертификации
| Регион                                                      | Сертификация  | Продажи    |
| ----------------------------------------------------------- | ------------- | ---------- |
| Австралия (ARIA)                                            | Платиновый    | 70 000^    |
| Великобритания (BPI)                                        | Платиновый    | 282,000^   |
| США (RIAA)                                                  | 3× Платиновый | 3 000 000^ |
| ^ Данные о тиражах приведены только на основе сертификации. |               |            |

## История релиза
| Регион         | Дата           | Формат             | Лейбл                                     |
| -------------- | -------------- | ------------------ | ----------------------------------------- |
| Германия       | 19 ноября 2010 | CD                 | Universal Music                           |
| Канада         | 22 ноября 2010 | CD, Цифровой релиз | Universal Music                           |
| Франция        | 22 ноября 2010 | CD                 | Universal Music                           |
| Великобритания | 22 ноября 2010 | CD                 | Universal Island                          |
| США            | 22 ноября 2010 | CD, Цифровой релиз | Cash Money, Young Money, Universal Motown |